# Pararge elegantiaeformis
Pararge elegantiaeformis är en fjärilsart som beskrevs av Ruggero Verity 1919. Pararge elegantiaeformis ingår i släktet Pararge och familjen praktfjärilar. Inga underarter finns listade i Catalogue of Life.